# Raynaudova nemoc
Raynaudova nemoc, též primární Raynaudův syndrom, je charakterizována recidivujícími záchvaty zblednutí a bolestí periferních částí těla, zejména pak prstů na rukou. Podkladem jsou křečovité stahy drobných tepen a tepének, které vedou k poruše krevního zásobení postižené oblasti. Faktorem, který vyvolá záchvat, bývají obvykle silné emoce nebo chlad. Postiženy jsou obvykle mladé zdravé ženy. K poruchám kůže nebo dalších tkání může dojít jen při dlouho trvající těžkém průběhu onemocnění, do typického klinického obrazu nepatří. Příčina onemocnění není známa, jde pravděpodobně o funkční poruchu drobných tepen. Jako (sekundární) Raynaudův syndrom se označuje stav podobný Raynaudově chorobě, ale který se objevuje v důsledku jiných chorob.

## Etiopatogeneze
Vlastní příčina onemocnění není známá.
Pacienti mají obvykle zvýšený cévní tonus podmíněný působením sympatiku, který může být způsoben chybným řízením v hypotalamu nebo i zvýšenou citlivostí hladkých svalů ve stěně cévy na noradrenalin.
V rozvoji choroby hrají roli i pohlavní hormony. Ženy jsou postiženy pět až sedmkrát častěji než muži, obtíže se objevují až po pubertě, nejčastěji ve druhé dekádě, a po menopauze ustupují.

## Klinický obraz
Vlastní záchvat trvá obvykle 10–20 minut, probíhá ve třech fázích:

### Anemická fáze
Křečovitý stah tepen na začátku záchvatu vede k odkrvení postižené části těla, obvykle špičky prstu. Křečovitý stah je úplný, do postižené oblasti nepřitéká žádná krev. Špička prstu je nápadně bledá, hranice postiženého úseku je nápadně ostrá.

### Cyanotická fáze
Cyanotická fáze může navazovat na fázi anemickou, někdy ale může záchvat začínat fází cyanotickou. V cyanotické fázi již není křečovitý stah tepen úplný, do úseku může přitékat malé množství krve. Vzhledem k tomu dochází k výrazné extrakci kyslíku z krve a postižený má díky obsahu výrazně odkysličené krve namodralou barvu (cyanóza).

### Hyperemická fáze
Po uvolnění stahu tepen dochází vlivem kompenzačních mechanizmů k výraznému a bolestivému překrvení postižených úseků.

## Diagnóza
Základním diagnostickým postupem je vedle anamnézy především prstová pletyzmografie. Protože mnohem častější je Raynaudův syndrom, pátrá se po možné příčině.

## Raynaudův syndrom
Zhruba v 90% případů jde o sekundární Raynaudův syndrom, často může být prvním projevem základního onemocnění. Sekundární Raynaudův syndrom může doprovázet nejčastěji následující choroby:
- autoimunitní choroby
  - systémový lupus erythematodes
  - periarteritis nodosa
  - Wegenerova granulomatóza
  - sklerodermie
  - chronická progresivní polyartritida
- arterioloskleróza
- onemocnění cév
  - embolie
  - trombangiitis obliterans
  - AV píštěl
  - trombóza podpažní žíly (v.axillaris)
- poruchy pohybového aparátu
  - skalenový syndrom
  - přítomnost krčního žebra
  - skolióza
  - artróza krční páteře
- hematologická onemocnění
  - přítomnost chladových protilátek
  - kryoglobulinémie
  - polycytémie
  - paraproteinémie
- neurologická onemocnění
  - roztroušená skleróza
  - fibromyalgický syndrom
  - polyomyelitida
- otravy
  - otrava těžkými kovy – arzen, olovo
  - serotonin
  - ergotamin
  - otrava houbami
- Úrazy
- Nežádoucí účinky léků
  - Klonidin
  - Noradrenalin
- Onemocnění jater
  - jaterní cirhóza